# Kyrtoecia
Kyrtoecia is een geslacht van kreeftachtigen uit de klasse van de Ostracoda (mosselkreeftjes).

## Soort
- Kyrtoecia kyrtophora (Müller, G.W., 1906)